# Скордатура

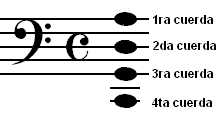
Нотная запись скордатуры

Скордатура (итал. scordatura) — перестройка музыкального инструмента, в особенности скрипки, для облегчения исполнения трудных пассажей (флажолетов, некоторых видов аккордов и интервалов), изменения диапазона инструмента, его тембра и силы звука. Скордатурой можно назвать и замену кларнета одного строя кларнетом другого.
Этот приём используется для солирующего инструмента, причём перестройке могут подвергнуться одна, несколько или все струны.
Скордатура редко превышает полтона; затрагивать может как одну, так и несколько струн, использоваться как во всём произведении, так и в отдельных отрывках. Впервые была использована в XVI веке для лютни, позднее использовалась для виол; у Бетховена использовалась в произведении для контрабаса, у Ксенакиса — для виолончели.
Для нотной записи скортдатуры используют «виртуальные» звуки- нотация фиксирует место нахождения звуков на грифе так, как если бы музыкант (скрипач, лютнист, альтист, виолончелист) играл на инструменте со стандартной настройкой, пользуясь удобной аппликатурой.
Скордатура позволяет извлекать аккорды, интервалы и двойные ноты, недостижимые при обычной настройке, образуются возможности для тембровых эффектов.
Широко применялась в сольной скрипичной музыке XVII—XVIII веков Г. Бибером, Джузеппе Тартини, Паганини и другими, встречается у Рихарда Вагнера, Н. А. Римского-Корсакова, К. Сен-Санса, Густава Малера, Панчо Владигерова (рапсодия «Вардар» для скрипки и фортепьяно), в пьесах для гитары Мануэля де Фалья, Х. Турина и других.
Например в розенкранц-сонате для скрипки и бассо континуо Г. И. Ф. фон Бибера в 1674, 14 сонат из 15, кроме первой, написанной для скрипки с обычной квинтовой настройкой, сочинены именно с применением 14 разных видов скордатуры. Уже в 19 веке были известны отдельные случаи использования этого приема и искусство скордатуры было со временем утрачено.
В настоящее время в металл-музыке гитаристы часто применяют вид скордатуры, именуемый «дроп» (drop): шестая струна («ми» в классическом строе) спускается на один тон ниже, что позволяет зажимать квинтовый интервал одним пальцем и существенно упрощает исполнение квинтовых риффов.